# Даглас Хартри
Даглас Рајнер Хартри, КД (27. март 1897 — 12. фебруар 1958) био је енглески математичар и физичар познат по развитку нумеричке анализе и његове примене на Хартри-Фок једначине у атомској физици и конструкције диференцијалног анализатора помоћу Мекана.

## Детињство и младост
Даглас Хартри је рођен у Кембриџу, Енглеској. Његов отац, Вилијам, био је лектор инжењерства на униерзитету Кембриџ, а његова мајка, Ева Рајнер, била је председница Националног савета жена и мајорка града Кембриџ. Један од његових предака био је Семјуел Смајлс; поред њега био је и марински инжењер Вилијам Хартри, партнер Џона Пена. Даглас је био најстарији од три сина, иако његова два млађа брата нису дочекала зреле године. Похађао је колеџ Свети Јован, Кембриџ, али је због Првог светског рата морао да паузира студије. Придружио се групи која ради на противавионској балистици за А. В. Хила, где је стекао значајне вештине и непрестано интересовање за практичне прорачуне и нумеричке методе за диференцијалне једначине, извршавајући већину сопственог рада оловком и папиром.
Када се завршио Први светски рат, Хартри се вратио на Кембриџ и дипломирао природне науке 1922. године са дипломом другог степена.

## Прорачуни атомске структуре
Посета Нилса Бора Кембриџу 1921. године инспирисала је Хартрија да примени своје нумеричке вештине на Борову теорију атома, коју је докторирао 1926. — његов саветник био је Ернест Радерфорд. Објављивањем Шредингерове једначине исте године, Хартри је успео да примени своје знање о диференцијалним једначинама и нумеричкој анализи на нову квантну теорију. Изводио је Хартријеве једначине за расподелу електрона у атому и предложио методу (само-конзистентног) поља за њихово решење. Таласне функције ове теорије нису задовољиле Паулијев принцип искључења за који је Слејтер показао да су потребне детерминантне функције. В. Фок објавио је „једначине са разменом” које су сада познате као Хартри-Фокове једначине. Оне су знатно захтевније рачунски чак и са ефикасним методама које је Хартри предложио за израчунавање девизних доприноса.

## Године у Манчестеру
Године 1929. Хартри је именован за ?Бејерову столицу? за примењену математику на Универзитету у Манчестеру. Године 1933. посетио је Ванвара Буша на Масачусетс универзитету технологије и научио из прве руке о свом диференцијалном анализатору. Одмах по повратку у Манчестер почео је да гради свој анализатор из Мекана. Видевши потенцијал за даље коришћење својих нумеричких метода користећи машину, убедио је господина Роберта МекДугла да финансира робуснију машину, која је изграђена у сарадњи са Метрополитан-Викерсом.
Прва примена машине, која одражава Хартријев ентузијазам за железницу, је израчунавање распореда за Лондонску, Мидленд и Шкотску железницу. Остатак деценије је провео примјењујући диференцијални анализатор како би пронашао решења диференцијалних једначина које се појављују у физици. То укључује теорију контроле и теорију ламинарног граничног слоја у динамици флуида која даје значајан допринос сваком пољу.
Диференцијални анализатор није био погодан за решавање једначина с разменом. Када је Фокова публикација унапред утицала на Хартријеве радове на једначинама са изменама, Хартри је своје истраживање претворио у ширење радио-таласа који је довео до Аплтон-Хартријеве једначине. Године 1935. његов отац, Вилијам Хартри, понудио му је рачунице. Ускоро су уследили резултати са разменом. Даглас је препознао важност конфигурацијске интеракције коју је назвао „суперпозиција конфигурација”. Први мултиконфигурациони Хартри — Фок резултати објављени су од стране оца, сина и Берта Сврлса (касније Лејди Јефрис) 1939. године. На Хартријеву сугестију, Берта Сврлс је наставила да изводи једначине са заменом за атоме коришћењем Диракове једначине 1935. Са Хартријевим саветом, први релативистички прорачуни (без размене) су пријавили А. О. Вилијамс, студент Р. Б. Линдзи.

## Други светски рат
Током Другог светског рата Хартри је надгледао две рачунарске групе. Прву групу, Министарство снабдевања, је Џек Хоулет описао као „продавницу послова” за решавање диференцијалних једначина. На почетку Другог светског рата, диференцијални анализатор на Универзитету у Манчестеру био је једини анализатор пуне величине (осам интегратора) у земљи. Направљени су договори да машина буде доступна за ратни покрет. Група се састојала од четири члана (с преда уназад: Џек Хоулет, Николас Р. Ајрис, Ј. Г. Л. Мајкл; центар, Даглас Хартри; десно Филис Локет Николсон). Проблеми су достављени групи без информација о извору, али су укључивали аутоматско праћење циљева, ширење радија, подводне експлозије, топлотни ток у челику и касније утврђену дифузијску једначину за одвајањe изотопа. Друга група је била истраживачког карактера за магнетрон и њени чланови су били Филис Локет Николсон, Дејвид Купли и Оскар Бунеман. Рад је урађен за Одбор за координацију развоја вентила који помаже развој радара. Диференцијални анализатор могао је бити коришћен да је било више интегратора, тако да је Хартри своју групу поставио као три „ЦПУ-а” за паралелан рад на машинским столним калкулаторима. За метод решења изабрао је оно што је сада класична симулација честица. Хартри никада није објавио ниједан од својих истраживања о магнетрону у часописима, иако је током рата написао бројне високо извештаје.
У априлу 1944. одбор, чији је Хартри био члан, препоручио је да се успостави математичка секција у оквиру Националне физичке лабораторије (НПЛ). У октобру је ова препорука ступила на снагу. Прва два циља била су истраживање могуће адаптације аутоматске телефонске опреме на научну опрему и развој електронских рачунарских уређаја погодних за брзо рачунање. Сумња се да су неки чланови већ знали за компјутер Колосус. Џон Р. Вумерзли (Турингова звер) био је први директор. У фебруару 1945. отишао је на двомесечни обилазак компјутерских инсталација у САД, укључујући посету ЕНИАЦ-у (још увек није завршен). Он се упознао са фон Нојмановим нацртима чувеног извештаја о ЕДВАЦ-у из јуна 1945. године. Око два месеца касније Хартри је, без знања јавности, отишао да види ЕНИАЦ.

## Каснији живот и посао
У фебруару 1946. године, Макс Њумен (који је био укључен у компјутер Колосус) поднео је Краљевском друштву захтев за средства како би покренуо посао изградње рачунара опште намене на Универзитету у Манчестеру. Краљевско друштво упутило је захтев Хартрију и Ц. Г. Дарвину, директору НПЛ-а, да их посаветује. Хартри је препоручио донацију, али се Дарвин томе успротивио јер је Тјурингов АЦЕ у НПЛ-у био довољан да задовољи потребе земље. Међутим, Хартријево виђење видело је дан и почели су развојни догађаји у Манчестеру.
Хартри је даље радио у контролним системима и био је укључен у рану примену дигиталних рачунара, саветујући америчку војску за употребу ЕНИАЦ-а за израчунавање балистичких табела. У лето 1946. Хартри је по други пут отишао до ЕНИАЦ-а да би проценио његове применљивост на широк спектар науке и тада је постао први цивил који га је програмирао. За то је изабрао проблем који се односи на проток компресибилног флуида преко површине, као што је ваздух преко површине крила који путује брже од брзине звука.
Крајем 1945. или врло рано 1946. Хартри је упознао Мориса Вилкса са Универзитета у Кембриџу са развојем компјутера у САД који је видео. Вилкс је затим добио позив од Електротехничког факултета у Мору (градитељи ЕНИАЦ-а) да похађа курс о електронским рачунарима. Пре него што је отишао, Хартри је био у могућности да га детаљније упозна са ЕНИАЦ-ом. На броду је Вилкс планирао оригинални дизајн ЕДСАЦ-а, који је требало да почне са радом у мају 1949. године. Хартри је блиско сарађивао са Вилксом на развоју употребе машине за широк спектар проблема и, што је најважније, показао корисницима са безброј подручја у универзитету како би га могли користити у свом истраживачком раду.
Хартри се вратио у Кембриџ да би се запослио као професор математичке физике у Пламеру 1946. године. У октобру је одржао уводно предавање на тему „Машине за рачунање: најновија и евентуална развића и њихов утицај на математичку физику”. Чак и 1946. године, две године пре него што је меморисано електронско рачунање постало стварност, Хартри је увидео потребу за употребом под-рутина. Његово инаугурацијско предавање завршило се погледом на то шта би компјутери могли да ураде. Рекао је: „Постоје, ја разумем многи проблеми економског, медицинског и социолошког интереса и значаја који чекају проучавања која се тренутно не могу предузети због огромног оптерећења компјутера”.
Дана 7. новембра 1946. године, Дејли Телеграф је, након интервјуа са Хартријем, рекао: „Импликације машине су толико огромне да не можемо замислити како ће оне утицати на нашу цивилизацију. Овде имате нешто што чини једно поље људске активности 1.000 бржим. У области транспорта, еквивалент за АЦЕ би била могућност да путујете из Лондона у Кембриџ … пет секунди као уобичајена ствар. То је скоро незамисливо”.
Четврти и последњи велики допринос британског компјутера почео је почетком 1947. године када је угоститељска фирма Џ. Лајонс и Ко. у Лондону чула за ЕНИАЦ и послала мали тим у лето те године да проучи шта се дешава у САД, јер су сматрали да ови нови рачунари могу бити од помоћи у огромном броју административних и рачуноводствених послова које је фирма морала да уради. Тим се састао са пуковником Херманом Голдстином на Институту за напредна истраживања у Принстону, који је писао Хартрију како му је рекао за њихово трагање. Чим је примио ово писмо, Хартри је написао и позвао представнике Лајона да дођу у Кембриџ на састанак с њим и Вилксом. То је довело до развоја комерцијалне верзије ЕДСАЦ-а коју је развио Лајонс, назван ЛЕО, прво рачунало које се користи за комерцијалне пословне апликације. Након Хартријеве смрти, седиште ЛЕО Компјутерса је преименовано у Хартри Хаус. Ово илуструје у којој мери је Лајонс сматрао да је Хартри допринео њиховом новом подухвату.
Последњи познати допринос Хартрија компјутеру је била процена 1950. године о потенцијалној потражњи за компјутерима, која је била много мања него што се испоставило да је случај: „Овде имамо рачунар у Кембриџу, један у Манчестеру и један у НПЛ-у. Претпостављам да би то требало бити у Шкотској, али то је све.” Таква потцењивања броја компјутера који би били потребни била су уобичајена у то време.
Хартријев последњи докторски студент у Кембриџу, Шарлот Фрозе Фишер, постао би светски познат по развоју и примени више-конфигурационог Хартри — Фок (МКСПП) приступа прорачуну атомске структуре и њеном теоријском предвиђању о постојању негативног калцијумског јона.
Умро је од срчаног удара у болници Аденбрук у Кембриџу, 12. фебруара 1958. године.

## Почасти и награде
- Члан Краљевског друштва[3] од 1932. године.
- Енергетска јединица Хартри добила је назив по њему.
- Хартријев центар је назван по њему.

## Дела
- Хартри Д. Р. (1949) „Калкулаторски инструменти и машине”, новине универзитета Илиној (такође (1950) новине универзитета Кејмбриџ)
- Хартри Д. Р. (1952) „Нумеричка анализа”, новине универзитета Оксфорд
- Хартри Д. Р. (1957) „Израчунавање атомских структура”, Њујорк: Вајли и синови
- Хартри Д. Р. (1984) „Машинско рачунање: „Скорашњи и перспективни развој на математичку физику и калкулаторске инструменте и машине”, Институт Чарлса Бабеџа прештампана верзија за Историју рачунарства, вол. 6 Кејмбриџ, Америка: новине МИТ